# Sveriges herrlandskamper i fotboll 1930–1939

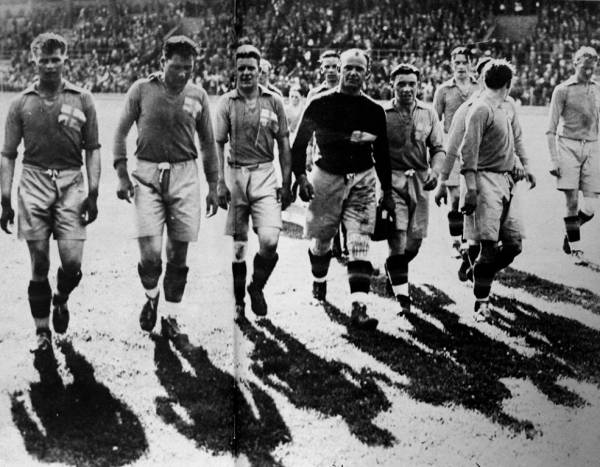
Sverige-Norge (6–3) i Stockholm 1930.

Sveriges herrlandskamper i fotboll 1930–1939 omfattade bland annat ett olympiska spel och två världsmästerskap. I OS i Berlin 1936 slogs Sverige ut av Japan i den första omgången. Några av de som spelade i det svenska laget var Sven Jonasson och målvakten Sven Bergqvist. I VM i Italien 1934 slogs Sverige ut i kvartsfinalen efter en förlust mot Tyskland. I VM i Frankrike 1938 lyckades Sverige nå en fjärdeplats.

## 1930
| TM | 15 juni 1930 | Sverige | 1 – 0   | Schweiz | Stockholms stadion                                          |                                                             |
|    |              |         | (0 – 0) |         | Stockholm Publik: 17 500 Domare: Luis André Baert (Belgien) | Stockholm Publik: 17 500 Domare: Luis André Baert (Belgien) |
|    |              |         |         |         | Stockholm Publik: 17 500 Domare: Luis André Baert (Belgien) | Stockholm Publik: 17 500 Domare: Luis André Baert (Belgien) |
|    |              |         |         |         | Stockholm Publik: 17 500 Domare: Luis André Baert (Belgien) | Stockholm Publik: 17 500 Domare: Luis André Baert (Belgien) |

| NM | 22 juni 1930 | Danmark | 6 – 1   | Sverige | Københavns Idrætspark                                        |                                                              |
|    |              |         | (2 – 0) |         | Köpenhamn Publik: 28 000 Domare: Karl Weingärtner (Tyskland) | Köpenhamn Publik: 28 000 Domare: Karl Weingärtner (Tyskland) |
|    |              |         |         |         | Köpenhamn Publik: 28 000 Domare: Karl Weingärtner (Tyskland) | Köpenhamn Publik: 28 000 Domare: Karl Weingärtner (Tyskland) |
|    |              |         |         |         | Köpenhamn Publik: 28 000 Domare: Karl Weingärtner (Tyskland) | Köpenhamn Publik: 28 000 Domare: Karl Weingärtner (Tyskland) |

| NM | 6 juli 1930 | Sverige | 6 – 3   | Norge | Stockholms stadion                                                          |                                                                             |
|    |             |         | (4 – 2) |       | Stockholm Publik: 18 000 Domare: Johannes Hendrikus de Wolf (Nederländerna) | Stockholm Publik: 18 000 Domare: Johannes Hendrikus de Wolf (Nederländerna) |
|    |             |         |         |       | Stockholm Publik: 18 000 Domare: Johannes Hendrikus de Wolf (Nederländerna) | Stockholm Publik: 18 000 Domare: Johannes Hendrikus de Wolf (Nederländerna) |
|    |             |         |         |       | Stockholm Publik: 18 000 Domare: Johannes Hendrikus de Wolf (Nederländerna) | Stockholm Publik: 18 000 Domare: Johannes Hendrikus de Wolf (Nederländerna) |

| TM | 18 juli 1930 | Estland | 1 – 5   | Sverige | Kadriorg                                              |                                                       |
|    |              |         | (1 – 4) |         | Tallinn Publik: 6 000 Domare: Yrjö Tuhkunen (Finland) | Tallinn Publik: 6 000 Domare: Yrjö Tuhkunen (Finland) |
|    |              |         |         |         | Tallinn Publik: 6 000 Domare: Yrjö Tuhkunen (Finland) | Tallinn Publik: 6 000 Domare: Yrjö Tuhkunen (Finland) |
|    |              |         |         |         | Tallinn Publik: 6 000 Domare: Yrjö Tuhkunen (Finland) | Tallinn Publik: 6 000 Domare: Yrjö Tuhkunen (Finland) |

| TM | 22 juli 1930 | Lettland | 0 – 5   | Sverige | JKS Stadion                                        |                                                    |
|    |              |          | (0 – 3) |         | Riga Publik: 5 000 Domare: Heinrich Paal (Estland) | Riga Publik: 5 000 Domare: Heinrich Paal (Estland) |
|    |              |          |         |         | Riga Publik: 5 000 Domare: Heinrich Paal (Estland) | Riga Publik: 5 000 Domare: Heinrich Paal (Estland) |
|    |              |          |         |         | Riga Publik: 5 000 Domare: Heinrich Paal (Estland) | Riga Publik: 5 000 Domare: Heinrich Paal (Estland) |

| TM | 28 september 1930 | Sverige | 0 – 3   | Polen | Stockholms stadion                                     |                                                        |
|    |                   |         | (0 – 2) |       | Stockholm Publik: 20 000 Domare: Matti Aalto (Finland) | Stockholm Publik: 20 000 Domare: Matti Aalto (Finland) |
|    |                   |         |         |       | Stockholm Publik: 20 000 Domare: Matti Aalto (Finland) | Stockholm Publik: 20 000 Domare: Matti Aalto (Finland) |
|    |                   |         |         |       | Stockholm Publik: 20 000 Domare: Matti Aalto (Finland) | Stockholm Publik: 20 000 Domare: Matti Aalto (Finland) |

| TM | 28 september 1930 | Belgien | 2 – 2   | Sverige | Rocourt                                              |                                                      |
|    |                   |         | (1 – 1) |         | Liège Publik: 17 000 Domare: Adolf Miesz (Österrike) | Liège Publik: 17 000 Domare: Adolf Miesz (Österrike) |
|    |                   |         |         |         | Liège Publik: 17 000 Domare: Adolf Miesz (Österrike) | Liège Publik: 17 000 Domare: Adolf Miesz (Österrike) |
|    |                   |         |         |         | Liège Publik: 17 000 Domare: Adolf Miesz (Österrike) | Liège Publik: 17 000 Domare: Adolf Miesz (Österrike) |

| NM | 28 september 1930 | Finland | 4 – 4   | Sverige | Tölö bollplan                                          |                                                        |
|    |                   |         | (4 – 1) |         | Helsingfors Publik: 7 152 Domare: Otto Remke (Danmark) | Helsingfors Publik: 7 152 Domare: Otto Remke (Danmark) |
|    |                   |         |         |         | Helsingfors Publik: 7 152 Domare: Otto Remke (Danmark) | Helsingfors Publik: 7 152 Domare: Otto Remke (Danmark) |
|    |                   |         |         |         | Helsingfors Publik: 7 152 Domare: Otto Remke (Danmark) | Helsingfors Publik: 7 152 Domare: Otto Remke (Danmark) |

| TM | 16 november 1930 | Österrike | 4 – 1   | Sverige | Stockholms stadion                                        |                                                           |
|    |                  |           | (1 – 1) |         | Stockholm Publik: 12 000 Domare: Ferenc Majorsky (Ungern) | Stockholm Publik: 12 000 Domare: Ferenc Majorsky (Ungern) |
|    |                  |           |         |         | Stockholm Publik: 12 000 Domare: Ferenc Majorsky (Ungern) | Stockholm Publik: 12 000 Domare: Ferenc Majorsky (Ungern) |
|    |                  |           |         |         | Stockholm Publik: 12 000 Domare: Ferenc Majorsky (Ungern) | Stockholm Publik: 12 000 Domare: Ferenc Majorsky (Ungern) |

## 1931
| TM | 17 juni 1931 | Sverige | 0 – 0   | Tyskland | Stockholms stadion                                       |                                                          |
|    |              |         | (0 – 0) |          | Stockholm Publik: 16 000 Domare: John Langenus (Belgien) | Stockholm Publik: 16 000 Domare: John Langenus (Belgien) |
|    |              |         |         |          | Stockholm Publik: 16 000 Domare: John Langenus (Belgien) | Stockholm Publik: 16 000 Domare: John Langenus (Belgien) |
|    |              |         |         |          | Stockholm Publik: 16 000 Domare: John Langenus (Belgien) | Stockholm Publik: 16 000 Domare: John Langenus (Belgien) |

| NM | 28 juni 1931 | Sverige | 3 – 1   | Danmark | Stockholms stadion                                        |                                                           |
|    |              |         | (0 – 1) |         | Stockholm Publik: 20 000 Domare: Alfred Birlem (Tyskland) | Stockholm Publik: 20 000 Domare: Alfred Birlem (Tyskland) |
|    |              |         |         |         | Stockholm Publik: 20 000 Domare: Alfred Birlem (Tyskland) | Stockholm Publik: 20 000 Domare: Alfred Birlem (Tyskland) |
|    |              |         |         |         | Stockholm Publik: 20 000 Domare: Alfred Birlem (Tyskland) | Stockholm Publik: 20 000 Domare: Alfred Birlem (Tyskland) |

| NM | 3 juli 1931 | Sverige | 8 – 2   | Finland | Stockholms stadion                                    |                                                       |
|    |             |         | (5 – 0) |         | Stockholm Publik: 20 000 Domare: Otto Remke (Danmark) | Stockholm Publik: 20 000 Domare: Otto Remke (Danmark) |
|    |             |         |         |         | Stockholm Publik: 20 000 Domare: Otto Remke (Danmark) | Stockholm Publik: 20 000 Domare: Otto Remke (Danmark) |
|    |             |         |         |         | Stockholm Publik: 20 000 Domare: Otto Remke (Danmark) | Stockholm Publik: 20 000 Domare: Otto Remke (Danmark) |

| TM | 8 juli 1931 | Sverige | 3 – 1   | Estland | Nya Idrottsplatsen                                     |                                                        |
|    |             |         | (2 – 0) |         | Sandviken Publik: 6 000 Domare: Esko Pekonen (Finland) | Sandviken Publik: 6 000 Domare: Esko Pekonen (Finland) |
|    |             |         |         |         | Sandviken Publik: 6 000 Domare: Esko Pekonen (Finland) | Sandviken Publik: 6 000 Domare: Esko Pekonen (Finland) |
|    |             |         |         |         | Sandviken Publik: 6 000 Domare: Esko Pekonen (Finland) | Sandviken Publik: 6 000 Domare: Esko Pekonen (Finland) |

| TM | 26 juli 1931 | Sverige | 6 – 0   | Lettland | Arosvallen                                                     |                                                                |
|    |              |         | (5 – 0) |          | Västerås Publik: 8 000 Domare: Reidar Randers-Johansen (Norge) | Västerås Publik: 8 000 Domare: Reidar Randers-Johansen (Norge) |
|    |              |         |         |          | Västerås Publik: 8 000 Domare: Reidar Randers-Johansen (Norge) | Västerås Publik: 8 000 Domare: Reidar Randers-Johansen (Norge) |
|    |              |         |         |          | Västerås Publik: 8 000 Domare: Reidar Randers-Johansen (Norge) | Västerås Publik: 8 000 Domare: Reidar Randers-Johansen (Norge) |

| NM | 27 september 1931 | Norge | 2 – 1   | Sverige | Ullevaal stadion                                        |                                                         |
|    |                   |       | (2 – 0) |         | Oslo Publik: 28 208 Domare: Karl Weingärtner (Tyskland) | Oslo Publik: 28 208 Domare: Karl Weingärtner (Tyskland) |
|    |                   |       |         |         | Oslo Publik: 28 208 Domare: Karl Weingärtner (Tyskland) | Oslo Publik: 28 208 Domare: Karl Weingärtner (Tyskland) |
|    |                   |       |         |         | Oslo Publik: 28 208 Domare: Karl Weingärtner (Tyskland) | Oslo Publik: 28 208 Domare: Karl Weingärtner (Tyskland) |

| TM | 8 november 1931 | Ungern | 3 – 1   | Sverige | Stockholms stadion                                            |                                                               |
|    |                 |        | (2 – 1) |         | Stockholm Publik: 18 000 Domare: Rinaldo Barlassina (Italien) | Stockholm Publik: 18 000 Domare: Rinaldo Barlassina (Italien) |
|    |                 |        |         |         | Stockholm Publik: 18 000 Domare: Rinaldo Barlassina (Italien) | Stockholm Publik: 18 000 Domare: Rinaldo Barlassina (Italien) |
|    |                 |        |         |         | Stockholm Publik: 18 000 Domare: Rinaldo Barlassina (Italien) | Stockholm Publik: 18 000 Domare: Rinaldo Barlassina (Italien) |

## 1932
| TM | 16 maj 1932 | Sverige | 7 – 1   | Finland | Stockholms stadion                                              |                                                                 |
|    |             |         | (4 – 1) |         | Stockholm Publik: 20 500 Domare: Per Christian Andersen (Norge) | Stockholm Publik: 20 500 Domare: Per Christian Andersen (Norge) |
|    |             |         |         |         | Stockholm Publik: 20 500 Domare: Per Christian Andersen (Norge) | Stockholm Publik: 20 500 Domare: Per Christian Andersen (Norge) |
|    |             |         |         |         | Stockholm Publik: 20 500 Domare: Per Christian Andersen (Norge) | Stockholm Publik: 20 500 Domare: Per Christian Andersen (Norge) |

| NM | 10 juni 1932 | Finland | 1 – 3   | Sverige | Tölö bollplanen                                               |                                                               |
|    |              |         | (1 – 1) |         | Helsingfors Publik: 7 000 Domare: Thoralf Kristiansen (Norge) | Helsingfors Publik: 7 000 Domare: Thoralf Kristiansen (Norge) |
|    |              |         |         |         | Helsingfors Publik: 7 000 Domare: Thoralf Kristiansen (Norge) | Helsingfors Publik: 7 000 Domare: Thoralf Kristiansen (Norge) |
|    |              |         |         |         | Helsingfors Publik: 7 000 Domare: Thoralf Kristiansen (Norge) | Helsingfors Publik: 7 000 Domare: Thoralf Kristiansen (Norge) |

| TM | 12 juni 1932 | Sverige | 3 – 1   | Belgien | Stockholms stadion                                           |                                                              |
|    |              |         | (1 – 1) |         | Stockholm Publik: 19 000 Domare: Karl Weingärtner (Tyskland) | Stockholm Publik: 19 000 Domare: Karl Weingärtner (Tyskland) |
|    |              |         |         |         | Stockholm Publik: 19 000 Domare: Karl Weingärtner (Tyskland) | Stockholm Publik: 19 000 Domare: Karl Weingärtner (Tyskland) |
|    |              |         |         |         | Stockholm Publik: 19 000 Domare: Karl Weingärtner (Tyskland) | Stockholm Publik: 19 000 Domare: Karl Weingärtner (Tyskland) |

| NM | 19 juni 1932 | Danmark | 3 – 1   | Sverige | Københavns Idrætspark                                    |                                                          |
|    |              |         | (1 – 1) |         | Köpenhamn Publik: 28 000 Domare: Moritz Fuchs (Tyskland) | Köpenhamn Publik: 28 000 Domare: Moritz Fuchs (Tyskland) |
|    |              |         |         |         | Köpenhamn Publik: 28 000 Domare: Moritz Fuchs (Tyskland) | Köpenhamn Publik: 28 000 Domare: Moritz Fuchs (Tyskland) |
|    |              |         |         |         | Köpenhamn Publik: 28 000 Domare: Moritz Fuchs (Tyskland) | Köpenhamn Publik: 28 000 Domare: Moritz Fuchs (Tyskland) |

| NM | 1 juli 1932 | Sverige | 1 – 4   | Norge | Gamla Ullevi                                                |                                                             |
|    |             |         | (1 – 1) |       | Göteborg Publik: 22 108 Domare: Raphaël Van Praag (Belgien) | Göteborg Publik: 22 108 Domare: Raphaël Van Praag (Belgien) |
|    |             |         |         |       | Göteborg Publik: 22 108 Domare: Raphaël Van Praag (Belgien) | Göteborg Publik: 22 108 Domare: Raphaël Van Praag (Belgien) |
|    |             |         |         |       | Göteborg Publik: 22 108 Domare: Raphaël Van Praag (Belgien) | Göteborg Publik: 22 108 Domare: Raphaël Van Praag (Belgien) |

| TM | 10 juli 1932 | Polen | 2 – 0   | Sverige | Stadion Marszala Pilsudska                                      |                                                                 |
|    |              |       | (1 – 0) |         | Warszawa Publik: 14 000 Domare: Peter Joseph Bauwens (Tyskland) | Warszawa Publik: 14 000 Domare: Peter Joseph Bauwens (Tyskland) |
|    |              |       |         |         | Warszawa Publik: 14 000 Domare: Peter Joseph Bauwens (Tyskland) | Warszawa Publik: 14 000 Domare: Peter Joseph Bauwens (Tyskland) |
|    |              |       |         |         | Warszawa Publik: 14 000 Domare: Peter Joseph Bauwens (Tyskland) | Warszawa Publik: 14 000 Domare: Peter Joseph Bauwens (Tyskland) |

| TM | 13 juli 1932 | Lettland | 0 – 0   | Sverige | LSB Stadion                                        |                                                    |
|    |              |          | (0 – 0) |         | Riga Publik: 5 000 Domare: Heinrich Paal (Estland) | Riga Publik: 5 000 Domare: Heinrich Paal (Estland) |
|    |              |          |         |         | Riga Publik: 5 000 Domare: Heinrich Paal (Estland) | Riga Publik: 5 000 Domare: Heinrich Paal (Estland) |
|    |              |          |         |         | Riga Publik: 5 000 Domare: Heinrich Paal (Estland) | Riga Publik: 5 000 Domare: Heinrich Paal (Estland) |

| TM | 15 juli 1932 | Estland | 1 – 3   | Sverige | Kadriorg                                                |                                                         |
|    |              |         | (0 – 1) |         | Tallinn Publik: 6 000 Domare: Ragnar Vikström (Finland) | Tallinn Publik: 6 000 Domare: Ragnar Vikström (Finland) |
|    |              |         |         |         | Tallinn Publik: 6 000 Domare: Ragnar Vikström (Finland) | Tallinn Publik: 6 000 Domare: Ragnar Vikström (Finland) |
|    |              |         |         |         | Tallinn Publik: 6 000 Domare: Ragnar Vikström (Finland) | Tallinn Publik: 6 000 Domare: Ragnar Vikström (Finland) |

| TM | 17 juli 1932 | Sverige | 3 – 4   | Österrike | Stockholms stadion                                       |                                                          |
|    |              |         | (1 – 2) |           | Stockholm Publik: 15 000 Domare: Sophus Hansen (Danmark) | Stockholm Publik: 15 000 Domare: Sophus Hansen (Danmark) |
|    |              |         |         |           | Stockholm Publik: 15 000 Domare: Sophus Hansen (Danmark) | Stockholm Publik: 15 000 Domare: Sophus Hansen (Danmark) |
|    |              |         |         |           | Stockholm Publik: 15 000 Domare: Sophus Hansen (Danmark) | Stockholm Publik: 15 000 Domare: Sophus Hansen (Danmark) |

| TM | 25 september 1932 | Sverige | 8 – 1   | Litauen | Stockholms stadion                                       |                                                          |
|    |                   |         | (1 – 0) |         | Stockholm Publik: 15 000 Domare: Yrjö Tuhkunen (Finland) | Stockholm Publik: 15 000 Domare: Yrjö Tuhkunen (Finland) |
|    |                   |         |         |         | Stockholm Publik: 15 000 Domare: Yrjö Tuhkunen (Finland) | Stockholm Publik: 15 000 Domare: Yrjö Tuhkunen (Finland) |
|    |                   |         |         |         | Stockholm Publik: 15 000 Domare: Yrjö Tuhkunen (Finland) | Stockholm Publik: 15 000 Domare: Yrjö Tuhkunen (Finland) |

| TM | 25 september 1932 | Tyskland | 4 – 3   | Sverige | Nürnberger Stadion                                           |                                                              |
|    |                   |          | (3 – 1) |         | Nürnberg Publik: 30 000 Domare: Rinaldo Barlassina (Italien) | Nürnberg Publik: 30 000 Domare: Rinaldo Barlassina (Italien) |
|    |                   |          |         |         | Nürnberg Publik: 30 000 Domare: Rinaldo Barlassina (Italien) | Nürnberg Publik: 30 000 Domare: Rinaldo Barlassina (Italien) |
|    |                   |          |         |         | Nürnberg Publik: 30 000 Domare: Rinaldo Barlassina (Italien) | Nürnberg Publik: 30 000 Domare: Rinaldo Barlassina (Italien) |

| TM | 6 november 1932 | Schweiz | 2 – 1   | Sverige | Rankhof                                                 |                                                         |
|    |                 |         | (1 – 0) |         | Basel Publik: 22 000 Domare: Luis André Baert (Belgien) | Basel Publik: 22 000 Domare: Luis André Baert (Belgien) |
|    |                 |         |         |         | Basel Publik: 22 000 Domare: Luis André Baert (Belgien) | Basel Publik: 22 000 Domare: Luis André Baert (Belgien) |
|    |                 |         |         |         | Basel Publik: 22 000 Domare: Luis André Baert (Belgien) | Basel Publik: 22 000 Domare: Luis André Baert (Belgien) |

## 1933
| VMK | 11 juni 1933 | Sverige                                                                                              | 6 – 2           | Estland                               | Stockholms stadion                                              |                                                                 |
|     |              | Knut Kroon 7′ Lennart Bunke 10′ Bertil Ericsson 13′, 70′ Torsten Bunke 43′ Sven Andersson 79′ (str.) | (4 – 0) Rapport | 47′ Leonhard Kass 61′ Richard Kuremaa | Stockholm Publik: 8 123 Domare: Reidar Randers-Johansen (Norge) | Stockholm Publik: 8 123 Domare: Reidar Randers-Johansen (Norge) |
|     |              | |                 |                                       | Stockholm Publik: 8 123 Domare: Reidar Randers-Johansen (Norge) | Stockholm Publik: 8 123 Domare: Reidar Randers-Johansen (Norge) |
|     |              | |                 |                                       | Stockholm Publik: 8 123 Domare: Reidar Randers-Johansen (Norge) | Stockholm Publik: 8 123 Domare: Reidar Randers-Johansen (Norge) |

| NM | 18 juni 1933 | Sverige | 2 – 3   | Danmark | Stockholms stadion                                        |                                                           |
|    |              |         | (2 – 1) |         | Stockholm Publik: 20 297 Domare: Karl Wunderlin (Schweiz) | Stockholm Publik: 20 297 Domare: Karl Wunderlin (Schweiz) |
|    |              |         |         |         | Stockholm Publik: 20 297 Domare: Karl Wunderlin (Schweiz) | Stockholm Publik: 20 297 Domare: Karl Wunderlin (Schweiz) |
|    |              |         |         |         | Stockholm Publik: 20 297 Domare: Karl Wunderlin (Schweiz) | Stockholm Publik: 20 297 Domare: Karl Wunderlin (Schweiz) |

| VMK | 29 juni 1933 | Litauen | 0 – 2   | Sverige | Kariuomenés stadionas                                |                                                      |
|     |              |         | (0 – 0) |         | Kaunas Publik: 6 000 Domare: August Silber (Estland) | Kaunas Publik: 6 000 Domare: August Silber (Estland) |
|     |              |         |         |         | Kaunas Publik: 6 000 Domare: August Silber (Estland) | Kaunas Publik: 6 000 Domare: August Silber (Estland) |
|     |              |         |         |         | Kaunas Publik: 6 000 Domare: August Silber (Estland) | Kaunas Publik: 6 000 Domare: August Silber (Estland) |

| TM | 2 juli 1933 | Sverige | 5 – 2   | Ungern | Stockholms stadion                                       |                                                          |
|    |             |         | (0 – 1) |        | Stockholm Publik: 18 569 Domare: Sophus Hansen (Danmark) | Stockholm Publik: 18 569 Domare: Sophus Hansen (Danmark) |
|    |             |         |         |        | Stockholm Publik: 18 569 Domare: Sophus Hansen (Danmark) | Stockholm Publik: 18 569 Domare: Sophus Hansen (Danmark) |
|    |             |         |         |        | Stockholm Publik: 18 569 Domare: Sophus Hansen (Danmark) | Stockholm Publik: 18 569 Domare: Sophus Hansen (Danmark) |

| TM | 4 juli 1933 | Lettland | 1 – 1   | Sverige | JKS Stadion                                                |                                                            |
|    |             |          | (1 – 0) |         | Riga Publik: 4 000 Domare: Valerijonas Balciunas (Litauen) | Riga Publik: 4 000 Domare: Valerijonas Balciunas (Litauen) |
|    |             |          |         |         | Riga Publik: 4 000 Domare: Valerijonas Balciunas (Litauen) | Riga Publik: 4 000 Domare: Valerijonas Balciunas (Litauen) |
|    |             |          |         |         | Riga Publik: 4 000 Domare: Valerijonas Balciunas (Litauen) | Riga Publik: 4 000 Domare: Valerijonas Balciunas (Litauen) |

| NM | 14 juli 1933 | Sverige | 2 – 0   | Finland | Stockholms stadion                                     |                                                        |
|    |              |         | (0 – 0) |         | Stockholm Publik: 15 246 Domare: Poul Yssing (Danmark) | Stockholm Publik: 15 246 Domare: Poul Yssing (Danmark) |
|    |              |         |         |         | Stockholm Publik: 15 246 Domare: Poul Yssing (Danmark) | Stockholm Publik: 15 246 Domare: Poul Yssing (Danmark) |
|    |              |         |         |         | Stockholm Publik: 15 246 Domare: Poul Yssing (Danmark) | Stockholm Publik: 15 246 Domare: Poul Yssing (Danmark) |

| NM | 24 september 1933 | Norge | 0 – 1   | Sverige | Ullevaal Stadion                                  |                                                   |
|    |                   |       | (0 – 0) |         | Oslo Publik: 35 000 Domare: Poul Yssing (Danmark) | Oslo Publik: 35 000 Domare: Poul Yssing (Danmark) |
|    |                   |       |         |         | Oslo Publik: 35 000 Domare: Poul Yssing (Danmark) | Oslo Publik: 35 000 Domare: Poul Yssing (Danmark) |
|    |                   |       |         |         | Oslo Publik: 35 000 Domare: Poul Yssing (Danmark) | Oslo Publik: 35 000 Domare: Poul Yssing (Danmark) |

## 1934

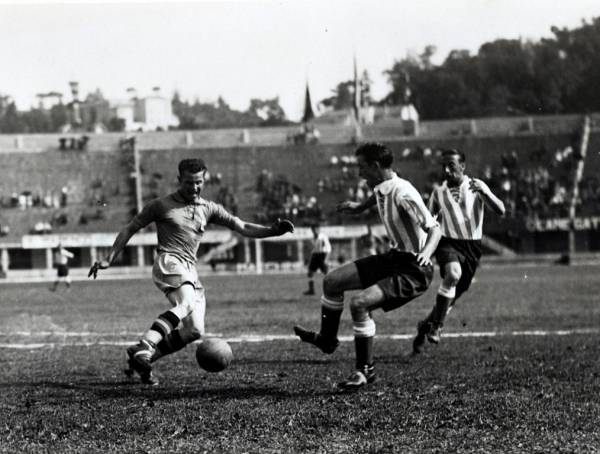
Sverige-Argentina (3-2) vid VM 1934 i Italien.

| TM | 23 maj 1934 | Sverige | 4 – 2   | Polen | Stockholms stadion                                       |                                                          |
|    |             |         | (2 – 1) |       | Stockholm Publik: 20 000 Domare: Yrjö Tuhkunen (Finland) | Stockholm Publik: 20 000 Domare: Yrjö Tuhkunen (Finland) |
|    |             |         |         |       | Stockholm Publik: 20 000 Domare: Yrjö Tuhkunen (Finland) | Stockholm Publik: 20 000 Domare: Yrjö Tuhkunen (Finland) |
|    |             |         |         |       | Stockholm Publik: 20 000 Domare: Yrjö Tuhkunen (Finland) | Stockholm Publik: 20 000 Domare: Yrjö Tuhkunen (Finland) |

| VM    | 27 maj 1934 | Sverige                              | 3 – 2           | Argentina                            | Stadio Littoriale                                      |                                                        |
| 16:30 | 16:30       | Sven Jonasson 9′, 67′ Knut Kroon 79′ | (1 – 1) Rapport | 4′ Ernesto Belis 48′ Alberto Galateo | Bologna Publik: 14 000 Domare: Eugen Braun (Österrike) | Bologna Publik: 14 000 Domare: Eugen Braun (Österrike) |
| 16:30 | 16:30       |                                      |                 |                                      | Bologna Publik: 14 000 Domare: Eugen Braun (Österrike) | Bologna Publik: 14 000 Domare: Eugen Braun (Österrike) |
| 16:30 | 16:30       |                                      |                 |                                      | Bologna Publik: 14 000 Domare: Eugen Braun (Österrike) | Bologna Publik: 14 000 Domare: Eugen Braun (Österrike) |

| VM    | 31 maj 1934 | Tyskland              | 2 – 1           | Sverige          | San Siro                                                  |                                                           |
| 16:30 | 16:30       | Karl Hohmann 60′, 63′ | (0 – 0) Rapport | 82′ Gösta Dunker | Milano Publik: 3 000 Domare: Rinaldo Barlassina (Italien) | Milano Publik: 3 000 Domare: Rinaldo Barlassina (Italien) |
| 16:30 | 16:30       |                       |                 |                  | Milano Publik: 3 000 Domare: Rinaldo Barlassina (Italien) | Milano Publik: 3 000 Domare: Rinaldo Barlassina (Italien) |
| 16:30 | 16:30       |                       |                 |                  | Milano Publik: 3 000 Domare: Rinaldo Barlassina (Italien) | Milano Publik: 3 000 Domare: Rinaldo Barlassina (Italien) |

| NM | 17 juni 1934 | Danmark | 3 – 5   | Sverige | Københavns Idrætspark                                        |                                                              |
|    |              |         | (2 – 3) |         | Köpenhamn Publik: 30 000 Domare: Thoralf Kristiansen (Norge) | Köpenhamn Publik: 30 000 Domare: Thoralf Kristiansen (Norge) |
|    |              |         |         |         | Köpenhamn Publik: 30 000 Domare: Thoralf Kristiansen (Norge) | Köpenhamn Publik: 30 000 Domare: Thoralf Kristiansen (Norge) |
|    |              |         |         |         | Köpenhamn Publik: 30 000 Domare: Thoralf Kristiansen (Norge) | Köpenhamn Publik: 30 000 Domare: Thoralf Kristiansen (Norge) |

| NM | 1 juli 1934 | Sverige | 3 – 3   | Norge | Stockholms stadion                                       |                                                          |
|    |             |         | (2 – 3) |       | Stockholm Publik: 20 000 Domare: Sophus Hansen (Danmark) | Stockholm Publik: 20 000 Domare: Sophus Hansen (Danmark) |
|    |             |         |         |       | Stockholm Publik: 20 000 Domare: Sophus Hansen (Danmark) | Stockholm Publik: 20 000 Domare: Sophus Hansen (Danmark) |
|    |             |         |         |       | Stockholm Publik: 20 000 Domare: Sophus Hansen (Danmark) | Stockholm Publik: 20 000 Domare: Sophus Hansen (Danmark) |

| TM | 23 september 1934 | Sverige | 3 – 1   | Lettland | Stockholms stadion                                    |                                                       |
|    |                   |         | (0 – 1) |          | Stockholm Publik: 16 000 Domare: Poul Dreiö (Danmark) | Stockholm Publik: 16 000 Domare: Poul Dreiö (Danmark) |
|    |                   |         |         |          | Stockholm Publik: 16 000 Domare: Poul Dreiö (Danmark) | Stockholm Publik: 16 000 Domare: Poul Dreiö (Danmark) |
|    |                   |         |         |          | Stockholm Publik: 16 000 Domare: Poul Dreiö (Danmark) | Stockholm Publik: 16 000 Domare: Poul Dreiö (Danmark) |

| NM | 23 september 1934 | Finland | 5 – 4   | Sverige | Tölö bollplan                                           |                                                         |
|    |                   |         | (3 – 2) |         | Helsingfors Publik: 10 370 Domare: Otto Remke (Danmark) | Helsingfors Publik: 10 370 Domare: Otto Remke (Danmark) |
|    |                   |         |         |         | Helsingfors Publik: 10 370 Domare: Otto Remke (Danmark) | Helsingfors Publik: 10 370 Domare: Otto Remke (Danmark) |
|    |                   |         |         |         | Helsingfors Publik: 10 370 Domare: Otto Remke (Danmark) | Helsingfors Publik: 10 370 Domare: Otto Remke (Danmark) |

## 1935
| NM | 12 juni 1935 | Sverige | 2 – 2   | Finland | Stockholms stadion                                           |                                                              |
|    |              |         | (0 – 1) |         | Stockholm Publik: 15 000 Domare: Thoralf Kristiansen (Norge) | Stockholm Publik: 15 000 Domare: Thoralf Kristiansen (Norge) |
|    |              |         |         |         | Stockholm Publik: 15 000 Domare: Thoralf Kristiansen (Norge) | Stockholm Publik: 15 000 Domare: Thoralf Kristiansen (Norge) |
|    |              |         |         |         | Stockholm Publik: 15 000 Domare: Thoralf Kristiansen (Norge) | Stockholm Publik: 15 000 Domare: Thoralf Kristiansen (Norge) |

| NM | 16 juni 1935 | Sverige | 3 – 1   | Danmark | Gamla Ullevi                                          |                                                       |
|    |              |         | (1 – 1) |         | Göteborg Publik: 28 336 Domare: Albert Fogg (England) | Göteborg Publik: 28 336 Domare: Albert Fogg (England) |
|    |              |         |         |         | Göteborg Publik: 28 336 Domare: Albert Fogg (England) | Göteborg Publik: 28 336 Domare: Albert Fogg (England) |
|    |              |         |         |         | Göteborg Publik: 28 336 Domare: Albert Fogg (England) | Göteborg Publik: 28 336 Domare: Albert Fogg (England) |

| TM | 30 juni 1935 | Sverige | 3 – 1   | Tyskland | Stockholms stadion                                      |                                                         |
|    |              |         | (1 – 0) |          | Stockholm Publik: 20 000 Domare: Einer Ulrich (Danmark) | Stockholm Publik: 20 000 Domare: Einer Ulrich (Danmark) |
|    |              |         |         |          | Stockholm Publik: 20 000 Domare: Einer Ulrich (Danmark) | Stockholm Publik: 20 000 Domare: Einer Ulrich (Danmark) |
|    |              |         |         |          | Stockholm Publik: 20 000 Domare: Einer Ulrich (Danmark) | Stockholm Publik: 20 000 Domare: Einer Ulrich (Danmark) |

| TM | 5 juli 1935 | Lettland | 0 – 3   | Sverige | JKS Stadion                                        |                                                    |
|    |             |          | (0 – 2) |         | Riga Publik: 9 000 Domare: Gabor Boronkay (Ungern) | Riga Publik: 9 000 Domare: Gabor Boronkay (Ungern) |
|    |             |          |         |         | Riga Publik: 9 000 Domare: Gabor Boronkay (Ungern) | Riga Publik: 9 000 Domare: Gabor Boronkay (Ungern) |
|    |             |          |         |         | Riga Publik: 9 000 Domare: Gabor Boronkay (Ungern) | Riga Publik: 9 000 Domare: Gabor Boronkay (Ungern) |

| TM | 9 juli 1935 | Estland | 1 – 2   | Sverige | Stockholms stadion                                    |                                                       |
|    |             |         | (0 – 2) |         | Stockholm Publik: 6 000 Domare: Matti Aalto (Finland) | Stockholm Publik: 6 000 Domare: Matti Aalto (Finland) |
|    |             |         |         |         | Stockholm Publik: 6 000 Domare: Matti Aalto (Finland) | Stockholm Publik: 6 000 Domare: Matti Aalto (Finland) |
|    |             |         |         |         | Stockholm Publik: 6 000 Domare: Matti Aalto (Finland) | Stockholm Publik: 6 000 Domare: Matti Aalto (Finland) |

| TM | 1 september 1935 | Sverige | 7 – 1   | Rumänien | Stockholms stadion                                            |                                                               |
|    |                  |         | (1 – 0) |          | Stockholm Publik: 20 000 Domare: Rinaldo Barlassina (Italien) | Stockholm Publik: 20 000 Domare: Rinaldo Barlassina (Italien) |
|    |                  |         |         |          | Stockholm Publik: 20 000 Domare: Rinaldo Barlassina (Italien) | Stockholm Publik: 20 000 Domare: Rinaldo Barlassina (Italien) |
|    |                  |         |         |          | Stockholm Publik: 20 000 Domare: Rinaldo Barlassina (Italien) | Stockholm Publik: 20 000 Domare: Rinaldo Barlassina (Italien) |

| NM | 22 september 1935 | Norge | 0 – 2   | Sverige | Ullevaal Stadion                                 |                                                  |
|    |                   |       | (0 – 1) |         | Oslo Publik: 35 000 Domare: Poul Dreiö (Danmark) | Oslo Publik: 35 000 Domare: Poul Dreiö (Danmark) |
|    |                   |       |         |         | Oslo Publik: 35 000 Domare: Poul Dreiö (Danmark) | Oslo Publik: 35 000 Domare: Poul Dreiö (Danmark) |
|    |                   |       |         |         | Oslo Publik: 35 000 Domare: Poul Dreiö (Danmark) | Oslo Publik: 35 000 Domare: Poul Dreiö (Danmark) |

| TM | 10 november 1935 | Frankrike | 2 – 0   | Sverige | Parc des Princes                                     |                                                      |
|    |                  |           | (1 – 0) |         | Paris Publik: 26 905 Domare: Arthur Barton (England) | Paris Publik: 26 905 Domare: Arthur Barton (England) |
|    |                  |           |         |         | Paris Publik: 26 905 Domare: Arthur Barton (England) | Paris Publik: 26 905 Domare: Arthur Barton (England) |
|    |                  |           |         |         | Paris Publik: 26 905 Domare: Arthur Barton (England) | Paris Publik: 26 905 Domare: Arthur Barton (England) |

| TM | 17 november 1935 | Belgien | 5 – 1   | Sverige | Heyselstadion                                              |                                                            |
|    |                  |         | (2 – 1) |         | Bryssel Publik: 15 000 Domare: Karl Weingärtner (Tyskland) | Bryssel Publik: 15 000 Domare: Karl Weingärtner (Tyskland) |
|    |                  |         |         |         | Bryssel Publik: 15 000 Domare: Karl Weingärtner (Tyskland) | Bryssel Publik: 15 000 Domare: Karl Weingärtner (Tyskland) |
|    |                  |         |         |         | Bryssel Publik: 15 000 Domare: Karl Weingärtner (Tyskland) | Bryssel Publik: 15 000 Domare: Karl Weingärtner (Tyskland) |

## 1936
| NM | 14 juni 1936 | Danmark | 4 – 3   | Sverige | Københavns Idrætspark                                        |                                                              |
|    |              |         | (2 – 2) |         | Köpenhamn Publik: 32 000 Domare: Thoralf Kristiansen (Norge) | Köpenhamn Publik: 32 000 Domare: Thoralf Kristiansen (Norge) |
|    |              |         |         |         | Köpenhamn Publik: 32 000 Domare: Thoralf Kristiansen (Norge) | Köpenhamn Publik: 32 000 Domare: Thoralf Kristiansen (Norge) |
|    |              |         |         |         | Köpenhamn Publik: 32 000 Domare: Thoralf Kristiansen (Norge) | Köpenhamn Publik: 32 000 Domare: Thoralf Kristiansen (Norge) |

| TM | 21 juni 1936 | Sverige | 5 – 2   | Schweiz | Stockholms stadion                                      |                                                         |
|    |              |         | (2 – 0) |         | Stockholm Publik: 13 605 Domare: Einer Ulrich (Danmark) | Stockholm Publik: 13 605 Domare: Einer Ulrich (Danmark) |
|    |              |         |         |         | Stockholm Publik: 13 605 Domare: Einer Ulrich (Danmark) | Stockholm Publik: 13 605 Domare: Einer Ulrich (Danmark) |
|    |              |         |         |         | Stockholm Publik: 13 605 Domare: Einer Ulrich (Danmark) | Stockholm Publik: 13 605 Domare: Einer Ulrich (Danmark) |

| NM | 5 juli 1936 | Sverige | 2 – 0   | Norge | Gamla Ullevi                                               |                                                            |
|    |             |         | (2 – 0) |       | Göteborg Publik: 21 627 Domare: Luis André Baert (Belgien) | Göteborg Publik: 21 627 Domare: Luis André Baert (Belgien) |
|    |             |         |         |       | Göteborg Publik: 21 627 Domare: Luis André Baert (Belgien) | Göteborg Publik: 21 627 Domare: Luis André Baert (Belgien) |
|    |             |         |         |       | Göteborg Publik: 21 627 Domare: Luis André Baert (Belgien) | Göteborg Publik: 21 627 Domare: Luis André Baert (Belgien) |

| TM | 26 juli 1936 | Sverige | 3 – 4   | Norge | Stockholms stadion                                           |                                                              |
|    |              |         | (1 – 3) |       | Stockholm Publik: 20 000 Domare: Karl Weingärtner (Tyskland) | Stockholm Publik: 20 000 Domare: Karl Weingärtner (Tyskland) |
|    |              |         |         |       | Stockholm Publik: 20 000 Domare: Karl Weingärtner (Tyskland) | Stockholm Publik: 20 000 Domare: Karl Weingärtner (Tyskland) |
|    |              |         |         |       | Stockholm Publik: 20 000 Domare: Karl Weingärtner (Tyskland) | Stockholm Publik: 20 000 Domare: Karl Weingärtner (Tyskland) |

| OS    | 4 augusti 1936 | Japan                                                | 3 – 2           | Sverige               | Hertha Platz                                         |                                                      |
| 17:30 | 17:30          | Shogo Kamo 49′ Tokutaro Ukon 62′ Akira Matsunaga 85′ | (0 – 2) Rapport | 24′, 37′ Erik Persson | Berlin Publik: 3 000 Domare: Willi Peters (Tyskland) | Berlin Publik: 3 000 Domare: Willi Peters (Tyskland) |
| 17:30 | 17:30          |                                                      |                 |                       | Berlin Publik: 3 000 Domare: Willi Peters (Tyskland) | Berlin Publik: 3 000 Domare: Willi Peters (Tyskland) |
| 17:30 | 17:30          |                                                      |                 |                       | Berlin Publik: 3 000 Domare: Willi Peters (Tyskland) | Berlin Publik: 3 000 Domare: Willi Peters (Tyskland) |

| NM | 27 september 1936 | Finland | 1 – 2   | Sverige | Tölö bollplan                                               |                                                             |
|    |                   |         | (0 – 1) |         | Helsingfors Publik: 13 000 Domare: Kolbjörn Daehlen (Norge) | Helsingfors Publik: 13 000 Domare: Kolbjörn Daehlen (Norge) |
|    |                   |         |         |         | Helsingfors Publik: 13 000 Domare: Kolbjörn Daehlen (Norge) | Helsingfors Publik: 13 000 Domare: Kolbjörn Daehlen (Norge) |
|    |                   |         |         |         | Helsingfors Publik: 13 000 Domare: Kolbjörn Daehlen (Norge) | Helsingfors Publik: 13 000 Domare: Kolbjörn Daehlen (Norge) |

## 1937
| TM | 17 maj 1937 | Sverige | 0 – 4   | England | Råsunda                                                  |                                                          |
|    |             |         | (0 – 4) |         | Stockholm Publik: 34 119 Domare: John Langenus (Belgien) | Stockholm Publik: 34 119 Domare: John Langenus (Belgien) |
|    |             |         |         |         | Stockholm Publik: 34 119 Domare: John Langenus (Belgien) | Stockholm Publik: 34 119 Domare: John Langenus (Belgien) |
|    |             |         |         |         | Stockholm Publik: 34 119 Domare: John Langenus (Belgien) | Stockholm Publik: 34 119 Domare: John Langenus (Belgien) |

| VMK/NM | 16 juni 1937 | Sverige                                                    | 4 – 0           | Finland | Råsunda                                                   |                                                           |
|        |              | Lennart Bunke 60′, 81′ Erik Persson 65′ Kurt Svanström 70′ | (0 – 0) Rapport |         | Stockholm Publik: 19 554 Domare: Kolbjörn Daehlen (Norge) | Stockholm Publik: 19 554 Domare: Kolbjörn Daehlen (Norge) |
|        |              |                                                            |                 |         | Stockholm Publik: 19 554 Domare: Kolbjörn Daehlen (Norge) | Stockholm Publik: 19 554 Domare: Kolbjörn Daehlen (Norge) |
|        |              |                                                            |                 |         | Stockholm Publik: 19 554 Domare: Kolbjörn Daehlen (Norge) | Stockholm Publik: 19 554 Domare: Kolbjörn Daehlen (Norge) |

| VMK | 20 juni 1937 | Sverige | 7 – 2   | Estland | Råsunda                                               |                                                       |
|     |              |         | (3 – 2) |         | Stockholm Publik: 18 421 Domare: Otto Remke (Danmark) | Stockholm Publik: 18 421 Domare: Otto Remke (Danmark) |
|     |              |         |         |         | Stockholm Publik: 18 421 Domare: Otto Remke (Danmark) | Stockholm Publik: 18 421 Domare: Otto Remke (Danmark) |
|     |              |         |         |         | Stockholm Publik: 18 421 Domare: Otto Remke (Danmark) | Stockholm Publik: 18 421 Domare: Otto Remke (Danmark) |

| TM | 23 juni 1937 | Polen | 3 – 1   | Sverige | Stadion Marszala Pilsudska                                 |                                                            |
|    |              |       | (2 – 0) |         | Warszawa Publik: 25 000 Domare: Lucien Leclerq (Frankrike) | Warszawa Publik: 25 000 Domare: Lucien Leclerq (Frankrike) |
|    |              |       |         |         | Warszawa Publik: 25 000 Domare: Lucien Leclerq (Frankrike) | Warszawa Publik: 25 000 Domare: Lucien Leclerq (Frankrike) |
|    |              |       |         |         | Warszawa Publik: 25 000 Domare: Lucien Leclerq (Frankrike) | Warszawa Publik: 25 000 Domare: Lucien Leclerq (Frankrike) |

| TM | 27 juni 1937 | Rumänien | 2 – 2   | Sverige | Stadion Principele Carol                                |                                                         |
|    |              |          | (1 – 2) |         | Bukarest Publik: 35 000 Domare: John Langenus (Belgien) | Bukarest Publik: 35 000 Domare: John Langenus (Belgien) |
|    |              |          |         |         | Bukarest Publik: 35 000 Domare: John Langenus (Belgien) | Bukarest Publik: 35 000 Domare: John Langenus (Belgien) |
|    |              |          |         |         | Bukarest Publik: 35 000 Domare: John Langenus (Belgien) | Bukarest Publik: 35 000 Domare: John Langenus (Belgien) |

| NM | 19 september 1937 | Norge | 3 – 2   | Sverige | Ullevaal Stadion                                    |                                                     |
|    |                   |       | (1 – 0) |         | Oslo Publik: 29 344 Domare: Arthur Barton (England) | Oslo Publik: 29 344 Domare: Arthur Barton (England) |
|    |                   |       |         |         | Oslo Publik: 29 344 Domare: Arthur Barton (England) | Oslo Publik: 29 344 Domare: Arthur Barton (England) |
|    |                   |       |         |         | Oslo Publik: 29 344 Domare: Arthur Barton (England) | Oslo Publik: 29 344 Domare: Arthur Barton (England) |

| NM | 3 oktober 1937 | Sverige | 1 – 2   | Danmark | Råsunda                                                         |                                                                 |
|    |                |         | (0 – 1) |         | Stockholm Publik: 38 259 Domare: Arthur James Jerwell (England) | Stockholm Publik: 38 259 Domare: Arthur James Jerwell (England) |
|    |                |         |         |         | Stockholm Publik: 38 259 Domare: Arthur James Jerwell (England) | Stockholm Publik: 38 259 Domare: Arthur James Jerwell (England) |
|    |                |         |         |         | Stockholm Publik: 38 259 Domare: Arthur James Jerwell (England) | Stockholm Publik: 38 259 Domare: Arthur James Jerwell (England) |

| VMK | 21 november 1937 | Tyskland | 5 – 0   | Sverige | Altonaer Stadion                                                |                                                                 |
|     |                  |          | (2 – 0) |         | Hamburg Publik: 50 500 Domare: Bruno Pfützner (Tjeckoslovakien) | Hamburg Publik: 50 500 Domare: Bruno Pfützner (Tjeckoslovakien) |
|     |                  |          |         |         | Hamburg Publik: 50 500 Domare: Bruno Pfützner (Tjeckoslovakien) | Hamburg Publik: 50 500 Domare: Bruno Pfützner (Tjeckoslovakien) |
|     |                  |          |         |         | Hamburg Publik: 50 500 Domare: Bruno Pfützner (Tjeckoslovakien) | Hamburg Publik: 50 500 Domare: Bruno Pfützner (Tjeckoslovakien) |

## 1938
| VM | 5 juni 1938 | Sverige | W/O | Österrike | Matchen spelades ej                                                                         |  |
|    |             |         |     |           | Österrike lämnade Walkover före matchen på grund av Nazitysklands annektering av Österrike. |  |
|    |             |         |     |           |                                                                                             |  |
|    |             |         |     |           |                                                                                             |  |

| TM | 10 juni 1938 | Sverige | 3 – 3   | Lettland | Råsunda                                                |                                                        |
|    |              |         | (3 – 1) |          | Stockholm Publik: 15 256 Domare: Matti Aalto (Finland) | Stockholm Publik: 15 256 Domare: Matti Aalto (Finland) |
|    |              |         |         |          | Stockholm Publik: 15 256 Domare: Matti Aalto (Finland) | Stockholm Publik: 15 256 Domare: Matti Aalto (Finland) |
|    |              |         |         |          | Stockholm Publik: 15 256 Domare: Matti Aalto (Finland) | Stockholm Publik: 15 256 Domare: Matti Aalto (Finland) |

| VM    | 12 juni 1938 | Sverige                                                                                       | 8 – 0           | Kuba | Stade du Fort Carré                                            |                                                                |
| 17:00 | 17:00        | Harry Andersson 9′, 81′, 89′ Gustav Wetterström 22′, 37′, 44′ Tore Keller 80′ Arne Nyberg 84′ | (4 – 0) Rapport |      | Antibes Publik: 7 000 Domare: Augustin Krist (Tjeckoslovakien) | Antibes Publik: 7 000 Domare: Augustin Krist (Tjeckoslovakien) |
| 17:00 | 17:00        |                                                                                               |                 |      | Antibes Publik: 7 000 Domare: Augustin Krist (Tjeckoslovakien) | Antibes Publik: 7 000 Domare: Augustin Krist (Tjeckoslovakien) |
| 17:00 | 17:00        |                                                                                               |                 |      | Antibes Publik: 7 000 Domare: Augustin Krist (Tjeckoslovakien) | Antibes Publik: 7 000 Domare: Augustin Krist (Tjeckoslovakien) |

| TM | 15 juni 1938 | Sverige | 2 – 0   | Finland | Råsunda                                                      |                                                              |
|    |              |         | (1 – 0) |         | Stockholm Publik: 12 079 Domare: Oscar Arvid Carlsen (Norge) | Stockholm Publik: 12 079 Domare: Oscar Arvid Carlsen (Norge) |
|    |              |         |         |         | Stockholm Publik: 12 079 Domare: Oscar Arvid Carlsen (Norge) | Stockholm Publik: 12 079 Domare: Oscar Arvid Carlsen (Norge) |
|    |              |         |         |         | Stockholm Publik: 12 079 Domare: Oscar Arvid Carlsen (Norge) | Stockholm Publik: 12 079 Domare: Oscar Arvid Carlsen (Norge) |

| VM    | 16 juni 1938 | Ungern                                                                               | 5 – 1           | Sverige                          | Parc des Princes                                        |                                                         |
| 18:00 | 18:00        | Sven Jacobsson 19′ (sjm.) Pal Titkos 37′ Gyula Zsengeller 39′, 85′ Gyorgy Sarosi 65′ | (3 – 1) Rapport | 1′ Arne Nyberg (fotbollsspelare) | Paris Publik: 20 000 Domare: Lucien Leclerq (Frankrike) | Paris Publik: 20 000 Domare: Lucien Leclerq (Frankrike) |
| 18:00 | 18:00        |                                                                                      |                 |                                  | Paris Publik: 20 000 Domare: Lucien Leclerq (Frankrike) | Paris Publik: 20 000 Domare: Lucien Leclerq (Frankrike) |
| 18:00 | 18:00        |                                                                                      |                 |                                  | Paris Publik: 20 000 Domare: Lucien Leclerq (Frankrike) | Paris Publik: 20 000 Domare: Lucien Leclerq (Frankrike) |

| VM | 19 juni 1938 | Brasilien                                                         | 4 – 2   | Sverige                           | Parc de Lescure                                         |                                                         |
|    |              | Romeu Pellicciari 44′ Leônidas da Silva 63′, 74′ José Perácio 80′ | (1 – 2) | 28′ Sven Jonasson 38′ Arne Nyberg | Bordeaux Publik: 12 000 Domare: John Langenus (Belgien) | Bordeaux Publik: 12 000 Domare: John Langenus (Belgien) |
|    |              |                                                                   |         |                                   | Bordeaux Publik: 12 000 Domare: John Langenus (Belgien) | Bordeaux Publik: 12 000 Domare: John Langenus (Belgien) |
|    |              |                                                                   |         |                                   | Bordeaux Publik: 12 000 Domare: John Langenus (Belgien) | Bordeaux Publik: 12 000 Domare: John Langenus (Belgien) |

| NM | 21 juni 1938 | Danmark | 0 – 1   | Sverige | Københavns Idrætspark                                        |                                                              |
|    |              |         | (0 – 1) |         | Köpenhamn Publik: 38 260 Domare: Thoralf Kristiansen (Norge) | Köpenhamn Publik: 38 260 Domare: Thoralf Kristiansen (Norge) |
|    |              |         |         |         | Köpenhamn Publik: 38 260 Domare: Thoralf Kristiansen (Norge) | Köpenhamn Publik: 38 260 Domare: Thoralf Kristiansen (Norge) |
|    |              |         |         |         | Köpenhamn Publik: 38 260 Domare: Thoralf Kristiansen (Norge) | Köpenhamn Publik: 38 260 Domare: Thoralf Kristiansen (Norge) |

| NM | 4 juli 1938 | Finland | 2 – 4   | Sverige | Olympiastadion                                                     |                                                                    |
|    |             |         | (2 – 1) |         | Helsingfors Publik: 17 000 Domare: Peter Joseph Bauwens (Tyskland) | Helsingfors Publik: 17 000 Domare: Peter Joseph Bauwens (Tyskland) |
|    |             |         |         |         | Helsingfors Publik: 17 000 Domare: Peter Joseph Bauwens (Tyskland) | Helsingfors Publik: 17 000 Domare: Peter Joseph Bauwens (Tyskland) |
|    |             |         |         |         | Helsingfors Publik: 17 000 Domare: Peter Joseph Bauwens (Tyskland) | Helsingfors Publik: 17 000 Domare: Peter Joseph Bauwens (Tyskland) |

| TM | 7 augusti 1938 | Sverige | 2 – 6   | Tjeckoslovakien | Råsunda                                                         |                                                                 |
|    |                |         | (0 – 3) |                 | Stockholm Publik: 20 927 Domare: Georges Capdeville (Frankrike) | Stockholm Publik: 20 927 Domare: Georges Capdeville (Frankrike) |
|    |                |         |         |                 | Stockholm Publik: 20 927 Domare: Georges Capdeville (Frankrike) | Stockholm Publik: 20 927 Domare: Georges Capdeville (Frankrike) |
|    |                |         |         |                 | Stockholm Publik: 20 927 Domare: Georges Capdeville (Frankrike) | Stockholm Publik: 20 927 Domare: Georges Capdeville (Frankrike) |

| TM | 4 september 1938 | Norge | 2 – 1   | Sverige | Ullevaal Stadion                                       |                                                        |
|    |                  |       | (1 – 1) |         | Oslo Publik: 33 000 Domare: Valdemar Laursen (Danmark) | Oslo Publik: 33 000 Domare: Valdemar Laursen (Danmark) |
|    |                  |       |         |         | Oslo Publik: 33 000 Domare: Valdemar Laursen (Danmark) | Oslo Publik: 33 000 Domare: Valdemar Laursen (Danmark) |
|    |                  |       |         |         | Oslo Publik: 33 000 Domare: Valdemar Laursen (Danmark) | Oslo Publik: 33 000 Domare: Valdemar Laursen (Danmark) |

| NM | 2 oktober 1938 | Sverige | 2 – 3   | Norge | Råsunda                                                         |                                                                 |
|    |                |         | (1 – 3) |       | Stockholm Publik: 38 112 Domare: Arthur James Jerwell (England) | Stockholm Publik: 38 112 Domare: Arthur James Jerwell (England) |
|    |                |         |         |       | Stockholm Publik: 38 112 Domare: Arthur James Jerwell (England) | Stockholm Publik: 38 112 Domare: Arthur James Jerwell (England) |
|    |                |         |         |       | Stockholm Publik: 38 112 Domare: Arthur James Jerwell (England) | Stockholm Publik: 38 112 Domare: Arthur James Jerwell (England) |

## 1939
| TM | 2 juni 1939 | Sverige | 3 – 2   | Norge | Råsunda                                                     |                                                             |
|    |             |         | (0 – 2) |       | Stockholm Publik: 28 283 Domare: Valdemar Laursen (Danmark) | Stockholm Publik: 28 283 Domare: Valdemar Laursen (Danmark) |
|    |             |         |         |       | Stockholm Publik: 28 283 Domare: Valdemar Laursen (Danmark) | Stockholm Publik: 28 283 Domare: Valdemar Laursen (Danmark) |
|    |             |         |         |       | Stockholm Publik: 28 283 Domare: Valdemar Laursen (Danmark) | Stockholm Publik: 28 283 Domare: Valdemar Laursen (Danmark) |

| NM | 9 juni 1939 | Sverige | 5 – 1   | Finland | Råsunda                                                          |                                                                  |
|    |             |         | (3 – 1) |         | Stockholm Publik: 16 862 Domare: Reidar Randers-Johansen (Norge) | Stockholm Publik: 16 862 Domare: Reidar Randers-Johansen (Norge) |
|    |             |         |         |         | Stockholm Publik: 16 862 Domare: Reidar Randers-Johansen (Norge) | Stockholm Publik: 16 862 Domare: Reidar Randers-Johansen (Norge) |
|    |             |         |         |         | Stockholm Publik: 16 862 Domare: Reidar Randers-Johansen (Norge) | Stockholm Publik: 16 862 Domare: Reidar Randers-Johansen (Norge) |

| TM | 11 juni 1939 | Sverige | 7 – 0   | Litauen | Tingvalla IP                                            |                                                         |
|    |              |         | (4 – 0) |         | Karlstad Publik: 5 631 Domare: Kolbjörn Daehlen (Norge) | Karlstad Publik: 5 631 Domare: Kolbjörn Daehlen (Norge) |
|    |              |         |         |         | Karlstad Publik: 5 631 Domare: Kolbjörn Daehlen (Norge) | Karlstad Publik: 5 631 Domare: Kolbjörn Daehlen (Norge) |
|    |              |         |         |         | Karlstad Publik: 5 631 Domare: Kolbjörn Daehlen (Norge) | Karlstad Publik: 5 631 Domare: Kolbjörn Daehlen (Norge) |

| TM | 14 juni 1939 | Norge | 1 – 0   | Sverige | Københavns Idrætspark                                     |                                                           |
|    |              |       | (0 – 0) |         | Köpenhamn Publik: 18 000 Domare: Alfred Birlem (Tyskland) | Köpenhamn Publik: 18 000 Domare: Alfred Birlem (Tyskland) |
|    |              |       |         |         | Köpenhamn Publik: 18 000 Domare: Alfred Birlem (Tyskland) | Köpenhamn Publik: 18 000 Domare: Alfred Birlem (Tyskland) |
|    |              |       |         |         | Köpenhamn Publik: 18 000 Domare: Alfred Birlem (Tyskland) | Köpenhamn Publik: 18 000 Domare: Alfred Birlem (Tyskland) |

| NM | 17 juni 1939 | Norge | 2 – 3   | Sverige | Ullevaal Stadion                                   |                                                    |
|    |              |       | (1 – 1) |         | Oslo Publik: 29 504 Domare: Einer Ulrich (Danmark) | Oslo Publik: 29 504 Domare: Einer Ulrich (Danmark) |
|    |              |       |         |         | Oslo Publik: 29 504 Domare: Einer Ulrich (Danmark) | Oslo Publik: 29 504 Domare: Einer Ulrich (Danmark) |
|    |              |       |         |         | Oslo Publik: 29 504 Domare: Einer Ulrich (Danmark) | Oslo Publik: 29 504 Domare: Einer Ulrich (Danmark) |

| NM | 1 oktober 1939 | Sverige | 4 – 1   | Danmark | Råsunda                                                   |                                                           |
|    |                |         | (2 – 1) |         | Stockholm Publik: 23 552 Domare: Kolbjörn Daehlen (Norge) | Stockholm Publik: 23 552 Domare: Kolbjörn Daehlen (Norge) |
|    |                |         |         |         | Stockholm Publik: 23 552 Domare: Kolbjörn Daehlen (Norge) | Stockholm Publik: 23 552 Domare: Kolbjörn Daehlen (Norge) |
|    |                |         |         |         | Stockholm Publik: 23 552 Domare: Kolbjörn Daehlen (Norge) | Stockholm Publik: 23 552 Domare: Kolbjörn Daehlen (Norge) |